# Integrierte Verbundrechnung
Die Integrierte Verbundrechnung (IVR) ist ein ganzheitlicher Ansatz für das Rechnungswesen des Öffentlichen Dienstes. Sie soll zum Beispiel in der nordrhein-westfälischen Landesverwaltung die bisherige kameralistische Haushaltsführung ergänzen.  
Die IVR besteht aus den vier Komponenten 
- Vermögensrechnung,
- Ergebnisrechnung,
- Kosten- und Leistungsrechnung (KLR),
- Finanzrechnung.

Vermögens- und Ergebnisrechnung bilden zusammen das System der doppelten Buchführung (Doppik). 
Innerhalb der IVR sind alle vorstehenden Komponenten so miteinander verbunden, dass alle Daten eines jeden einzelnen Buchungsvorgangs bei der sog. Kontierung an die betreffenden Rechnungen übergeben werden. Der Vorteil der Integration der Komponenten liegt darin, dass sie alle zueinander kompatibel verbunden sind und damit nicht der Gefahr unterliegen, durch getrennte Verbuchungen in Finanzrechnung, KLR und Doppik unterschiedliche Ergebnisse zu erzeugen.
Die sog. IVR kann zusätzlich zur Kameralistik nach den Grundsätzen ordnungsmäßiger Buchführung und Bilanzierung in sinngemäßer Anwendung der Vorschriften des Handelsgesetzbuches erfolgen. (vgl. § 33a HGrG)
Bereits in der Kameralistik ist eine integrierte Buchführung über Vermögen, Schulden, Einnahmen und Ausgaben vorgesehen. (vgl. § 35 HGrG)